# J. Jesús Díaz Tzirio
J. Jesús Díaz Tzirio es una localidad del estado mexicano de Michoacán. Es parte del municipio de Los Reyes.

## Demografía
| Gráfica de evolución demográfica |
|                                  |

| Censo | Población |
| ----- | --------- |
| 1900  | 69        |
| 1910  | 744       |
| 1921  | 515       |
| 1930  | 597       |
| 1940  | 696       |
| 1950  | 748       |
| 1960  | 837       |
| 1970  | 864       |
| 1980  | 639       |
| 1990  | 1416      |
| 2000  | 1574      |
| 2010  | 2007      |
| 2020  | 2689      |